# David Owe
David de Coninck Owe (* 2. Dezember 1977 in Frederiksberg) ist ein dänischer Schauspieler und Stuntman.

## Karriere und Leben
David Owe wuchs als Sohn des Schauspieler-Ehepaares Baard Owe und Marie Louise Coninck gemeinsam mit drei Geschwistern in Frederiksberg auf. Er besuchte bis 2003 die Staatliche Theaterschule in Kopenhagen, wo er seine Schauspielausbildung absolviert hatte. Danach gastierte er als Darsteller an verschiedenen Theatern und sammelte erste Bühnenerfahrungen, so auch am Königlichen Theater Kopenhagen.
Bekanntheit als Schauspieler erlangte er durch seine Rolle in der dänisch-deutschen Krimiserie Der Adler – Die Spur des Verbrechens (Originaltitel: Ørnen: En krimi-odyssé), die von 2004 bis 2006 im ZDF lief. Die Serie wurde mit einem Emmy ausgezeichnet. Im Jahr 2005 gewann er zusammen mit der Profitänzerin Vickie Jo die zweite Staffel der dänischen Auflage der TV-Sendung Dancing with the Stars. 2014 spielte er in der Seifenoper Gute Zeiten, schlechte Zeiten, den Mafiaboss Bo Larsen. 2021 war er neben Aylin Tezel in der ZDFneo-Thriller-Serie Unbroken zu sehen.
David Owe ist seit Juli 2006 mit der Schauspielerin Marie Askehave verheiratet, mit der er zwei Töchter hat.

## Filmografie
- 2000: Sort, Hvid & Grå (Kurzfilm)
- 2003: Baby
- 2003–2004: Forsvar (Fernsehserie, 2 Folgen)
- 2005: Jackpot (Kurzfilm)
- 2004–2006: Der Adler – Die Spur des Verbrechens (Ørnen: En krimi-odyssé, Fernsehserie, 23 Folgen)
- 2007: Next Step
- 2007: The Lost Treasure of the Knights Templar II
- 2008: Maj & Charlie
- 2009: Manden Udenfor (Kurzfilm)
- 2007–2009: 2900 Happiness (Fernsehserie, 43 Folgen)
- 2011: Großstadtrevier (Fernsehserie, 1 Folge)
- 2013: Alarm für Cobra 11 – Die Autobahnpolizei (Fernsehserie, 1 Folge)
- 2014: Rote Rosen (Fernsehserie, 1 Folge)
- 2014: Min Lille Pige (Kurzfilm)
- 2014: Familien Jul
- 2014: Uncharted: Ambushed, Fan Film (Kurzfilm)
- 2014: Gute Zeiten, schlechte Zeiten (Seifenoper, 43 Folgen)
- 2016: Unter anderen Umständen (Filmreihe, 1 Folge)
- 2017: Nord Nord Mord (Fernsehserie, 1 Folge)
- 2018: Løbeklubben (Fernseh-Miniserie, 4 Folgen)
- 2019: Badehotellet (Fernsehserie, 3 Folgen)
- 2019: Mellem os (Fernsehserie, 2 Folgen)
- 2020: Grænseland (Fernseh-Miniserie, 1 Folge)
- 2020: Optagelsen (Kurzfilm)
- 2021: Unbroken (Fernsehserie, 2 Folgen)